# 北部省 (法国)
北部省（法語：Nord，法語：[nɔʁ] ⓘ），音译诺尔省，是法國上法蘭西大區（原属北部-加来海峡大區）所轄的省份。該省編號為59，省会里尔。該省是法国最北端，也是法國人口最多的省份。

## 歷史
在历史上，该省与低地国家有着密切的联系。
中世紀時，這裡和今比利時大片地區同屬佛兰德諸侯國，人們講弗拉芒语，在建築和繪畫等方面形成佛蘭德斯藝術風格。16和17世紀，這個地區才漸次成為法國領土。
今天，人們都講法語，但還有一部分人能說弗拉芒语。

## 經濟
北部省是法國工業最發達的省份之一。
這裡的氣候潮濕溫和，廣泛種植穀物、土豆、甜菜和亞麻。
自產業革命以來，這一代就以採煤、鋼鐵和紡織三大工業著稱。如今煤田或已開採殆盡，或失去開採價值，到1990年礦井已全部關閉，煤炭工業在這裡成為歷史。停止採煤造成的能源缺口現由進口石油、荷蘭天熱氣以及核電來彌補。鋼鐵工業依然重要，但重心已移向沿海。紡織工業仍居全國前列，綿、毛、亞麻、黃麻和化纖紡織業都很發達；其他工業，如煉油、化工、玻璃、煉鋁、機車、汽車、造船和食品工業也比較重要。

## 人口
如同低地國家一樣，北部省人口非常稠密。每平方千米平均450人，是全國平均人口密度的四倍。城市人口佔80%以上。
省會里爾是本省最大的城市，帶郊區人口近百萬。還有兩個由工礦區發展起來的城市式聚居區，即瓦朗謝訥和杜埃。